# Astemir Gordjušenko
Astemir Aleksandrovič Gordjušenko (in russo Астемир Александрович Гордюшенко?; Nal'čik, 30 marzo 1997) è un calciatore russo, centrocampista del Rodina Mosca.

## Caratteristiche tecniche
È un centrocampista centrale.

## Carriera

### Club
Cresciuto nelle giovanili del CSKA Mosca, ha esordito in prima squadra il 21 settembre 2016 in un match di Kubok Rossii vinto 2-1 contro l'Enisej.

## Statistiche

### Presenze e reti nei club
Statistiche aggiornate al 24 dicembre 2017.
| Stagione          | Squadra           | Campionato        | Campionato | Campionato | Coppe nazionali | Coppe nazionali | Coppe nazionali | Coppe continentali | Coppe continentali | Coppe continentali | Altre coppe | Altre coppe | Altre coppe | Totale | Totale | Totale |
| Stagione          | Squadra           | Comp              | Pres       | Reti       | Comp            | Pres            | Reti            | Comp               | Pres               | Reti               | Comp        | Pres        | Reti        | Pres   | Reti   |        |
| ----------------- | ----------------- | ----------------- | ---------- | ---------- | --------------- | --------------- | --------------- | ------------------ | ------------------ | ------------------ | ----------- | ----------- | ----------- | ------ | ------ | ------ |
| 2016-2017         | CSKA Mosca        | PL                | 3          | 0          | CR              | 1               | 0               | UCL                | 2                  | 0                  | SR          | 0           | 0           | 6      | 0      |        |
| 2017-2018         | CSKA Mosca        | PL                | 6          | 0          | CR              | 1               | 0               | UCL+UEL            | 2+1                | 0                  | -           | -           | -           | 10     | 0      |        |
| 2018-gen. 2019    | CSKA Mosca        | PL                | 2          | 0          | CR              | 1               | 0               | UCL                | 0                  | 0                  | SR          | 0           | 0           | 3      | 0      |        |
| Totale CSKA Mosca | Totale CSKA Mosca | Totale CSKA Mosca | 11         | 0          |                 | 3               | 0               |                    | 5                  | 0                  |             | -           | -           | 19     | 0      |        |
| gen.-giu. 2019    | Tjumen'           | PFN Ligi          | 10         | 1          | CR              | -               | -               | -                  | -                  | -                  | -           | -           | -           | 10     | 1      |        |
| feb.-giu. 2020    | Torpedo Mosca     | PFN Ligi          | 0          | 0          | CR              | 0               | 0               | -                  | -                  | -                  | -           | -           | -           | 0      | 0      |        |
| Totale carriera   | Totale carriera   | Totale carriera   | 21         | 1          |                 | 3               | 0               |                    | 5                  | 0                  |             | -           | -           | 29     | 1      |        |

## Palmarès

### Club

#### Competizioni nazionali
- Supercoppa di Russia: 1

CSKA Mosca: 2018